# Dynamic Superobot Wars
Dynamic Superobot Wars (ス－パ－ロボット列伝?) è un manga di Gō Nagai e Ken Ishikawa pubblicato in Giappone nel 2002 e in Italia ad aprile 2005 dalla d/visual.
Il volume consiste di 10 capitoli di 24 pagine usciti in allegato a modellini dei robot protagonisti della serie, storie successivamente riadattate dagli stessi autori per poter formare un unicum coerente nel volume.

## Trama
I principali difensori della Terra, Mazinga Z, il Grande Mazinga, Ufo Robot Grendizer, Jeeg e Getter Robot, successivamente rimpiazzato da Getter Robot G, devono difendere il pianeta dall'arrivo di Varon l'annientatore, temibile nemico proveniente dallo spazio con l'intento di distruggere la Terra.

## Volume
| Nº | Titolo italiano Giapponese 「Kanji」 - Rōmaji | Data di prima pubblicazione | Data di prima pubblicazione |
| Nº | Titolo italiano Giapponese 「Kanji」 - Rōmaji | Giapponese                  | Italiano                    |
| 1  | Dynamic Superobot Wars 「ス－パ－ロボット列伝」 - Dynamic Superobot Wars | 2002                        | 15 aprile 2005              |
| 1  | Capitoli 1. La sfida di Varon l'annientatore 2. Jeeg Robot contro il drago di magma 3. Salvate Getter Robot!! 4. Gelo su Tokyo 5. Duello nello spazio 6. Arriva Goldrake!! 7. La lapide del male 8. Poseidon, il dominatore dei mari 9. Scontro finale 10. L'arma letale |                             |                             |